# Otimização de Intervalos Naturais de Jenks
O método de otimização de Jenks, também chamado de método de classificação de quebras naturais de Jenks, é um método de agrupamento de dados projetado para determinar o melhor arranjo de valores em diferentes classes. Isso é feito procurando minimizar o desvio médio de cada classe em relação à média da classe, e maximizar o desvio de cada classe em relação às médias das outras classes. Em outras palavras, o método busca reduzir a variância dentro das classes e maximizar a variância entre as classes.
O método de otimização de Jenks está diretamente relacionado ao Método de Otsu e à Análise Discriminante de Fisher.

## História

### George Frederick Jenks
George Frederick Jenks foi um cartógrafo americano do século XX. Após concluir seu doutorado em geografia agrícola pela Universidade de Syracuse em 1947, Jenks iniciou sua carreira sob a tutela de Richard Harrison, cartógrafo das revistas Time e Fortune . Ele se juntou ao corpo docente da Universidade do Kansas em 1949 e começou a construir o programa de cartografia. Durante sua carreira de 37 anos na Universidade do Kansas, Jenks desenvolveu o programa de Cartografia em um dos três programas renomados por sua pós-graduação na área; os outros são a Universidade de Wisconsin e a Universidade de Washington . Grande parte de seu tempo foi gasto desenvolvendo e promovendo técnicas e programas de treinamento cartográfico aprimorados. Ele também passou um tempo significativo investigando mapas tridimensionais, pesquisa de movimento ocular, comunicação de mapas temáticos e geoestatística .

### Antecedentes e desenvolvimento
Jenks era cartógrafo de profissão. Seu trabalho com Estatística surgiu do desejo de tornar os mapas coropléticos visualmente mais precisos para o visualizador. Em seu artigo, The Data Model Concept in Statistical Mapping, ele afirma que, ao visualizar dados em um modelo tridimensional, os cartógrafos poderiam criar um “método sistemático e racional para preparar mapas coropléticos”. Jenks usou a analogia de um “cobertor de erro” para descrever a necessidade de usar outros elementos além da média para generalizar os dados. Os modelos tridimensionais foram criados para ajudar Jenks a visualizar a diferença entre as classes de dados. Seu objetivo era generalizar os dados usando o menor número possível de planos e manter um “cobertor de erro” constante.

## Descrição do método
O método requer um processo iterativo. Ou seja, os cálculos devem ser repetidos usando diferentes quebras no conjunto de dados para determinar qual conjunto de quebras tem a menor variação intraclasse. O processo é iniciado ordenando os dados e dividindo-os em classes de forma arbitrária. Existem duas etapas que devem ser repetidas:
1. Calcule a soma dos desvios quadrados da média da classe (SDMC).
2. Escolha uma nova maneira de dividir os dados em classes, talvez movendo um ou mais pontos de dados de uma classe para outra.

Novos desvios intraclasse são então calculados e o processo é repetido até que a soma dos desvios dentro das classes atinja um valor mínimo.
Alternativamente, pode-se examinar todas as combinações de quebras possíveis, e a SDMC calculada para cada combinação, selecionando-se a combinação com a SDMC mais baixa. Como todas as combinações de quebras são examinadas, isso garante que aquela com a menor SDMC seja encontrada.
Finalmente, a soma dos desvios quadrados da média do conjunto de dados completo (SDAM) e o ajuste de qualidade da variância (Goodness of Variance Fit - GVF) podem ser calculados. GVF é definido como (SDAM - SDCM) / SDAM. O GVF varia de 0 (pior ajuste) a 1 (ajuste perfeito).

## Uso em cartografia
O objetivo de Jenks ao desenvolver esse método era criar um mapa absolutamente preciso em termos de representação dos atributos espaciais dos dados. Ao seguir esse processo, afirma Jenks, o “cobertor de erro” pode ser distribuído uniformemente pela superfície mapeada. Ele desenvolveu isso com a intenção de usar relativamente poucas classes de dados, menos de sete, porque esse era o limite ao usar sombreamento monocromático em um mapa coroplético.

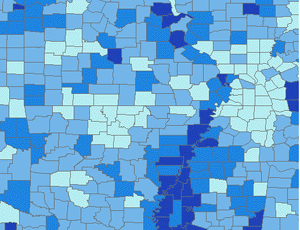
Um mapa coroplético usando a classificação de Jenks

O método de classificação de Jenks é comumente usado em mapas temáticos, especialmente mapas coropléticos, como um dos vários métodos de classificação disponíveis. Ao fazer mapas coropléticos, o método de classificação de Jenks pode ser vantajoso porque, se houver agrupamentos nos valores dos dados, ele os identificará. Nas versões atuais do software ArcGIS da Esri, Jenks é o método de classificação padrão. As quebras naturais de Jenks nos dados são usadas para fornecer uma visualização mais significativa dos dados do mapa com base nas "quebras naturais" nos dados identificados pelo processo iterativo. No entanto, a classificação de Jenks não é recomendada para dados com baixa variância.

## Métodos alternativos
Outros métodos de classificação de dados incluem quebras naturais (sem Otimização de Jenks), intervalos iguais, quantís e desvio padrão.